# 桂ヶ岡砦跡

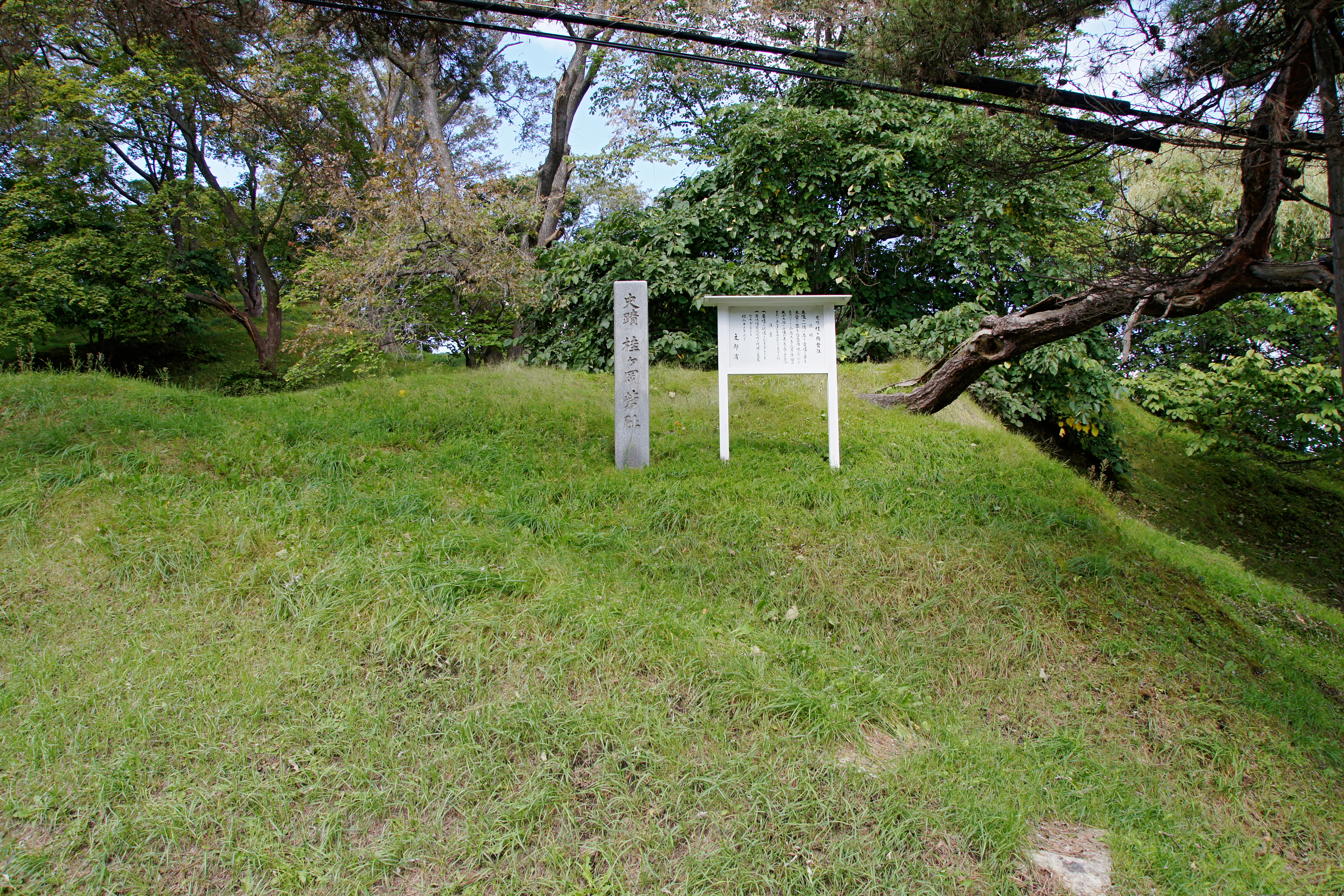
桂ヶ岡砦跡

桂ヶ岡砦跡（かつらがおかちゃしあと）は北海道網走市にある近世アイヌ文化期の遺跡。国の史跡に指定されている。

## 概要
桂ヶ岡砦跡は、網走市の丘陵地桂ヶ岡公園内にある、近世アイヌ文化期の築造とされる内外二重の堀で囲まれたチャシの遺構である。
チャシはアイヌ語で「柵」「囲い」などを意味するが、その本来の用途は明らかでなく、聖域、城砦、祭りの場などとして使用されたとされている。桂ヶ岡チャシは自然の丘陵の地形を生かして造成されている。長径32.5メートル、短径8.4メートルの規模で、東西に長く、北は自然の断崖、他の三方は二重の堀をめぐらせている。
アイヌの人々は、このチャシの上で相対し、交易や祭祀、チャランケ（談判）をしたとされており、チャランケチャシという名称も伝わる。

## 史跡データ
- 所在地 - 〒093-0041 北海道網走市桂町
- 指定者 - 国（日本国文部科学大臣）
- 指定年月日 - 1935年（昭和10年）12月24日指定[1]
- 管理団体名 - 網走市（1936年4月4日）
- 指定基準 -  一．貝塚、集落跡、古墳その他この類の遺跡,二．都城跡、国郡庁跡、城跡、官公庁、戦跡その他政治に関する遺跡

## 別名
- イシメシナイチャシコツ（犬が熊を見つけて吠える沢にある砦）
- リンナイサノプツンチャシ（網走川の海のほうの川口にある砦）

## 交通アクセス
- JR桂台駅 徒歩3分
- 網走バスターミナル 徒歩6分
- JR網走駅 徒歩15分

## 周辺
- 網走市立郷土博物館（隣接）
- 網走神社
- 法龍寺
- 網走市立網走小学校